# 博福尔 (伊泽尔省)
博福尔（法語：Beaufort，法語發音：[bofɔʁ] ⓘ）是法国伊泽尔省的一个市镇，原属格勒诺布尔区，2017年起改属维埃纳区。

## 地理
博福尔（45°19'35"N, 5°7'19"E）面积8.69 平方千米，位于法国奥弗涅-罗讷-阿尔卑斯大区伊泽尔省，该省份为法国东南部内陆省份，北起顺时针与安省、萨瓦省、上阿尔卑斯省、德龙省、阿尔代什省、卢瓦尔省和罗讷省。
与博福尔接壤的市镇（或旧市镇、城区）包括：帕热、托迪尔、朗蒂奥勒、马尔科兰、珀诺勒、波米耶德博尔派尔、圣巴泰勒米。
博福尔的时区为UTC+01:00、UTC+02:00（夏令时）。

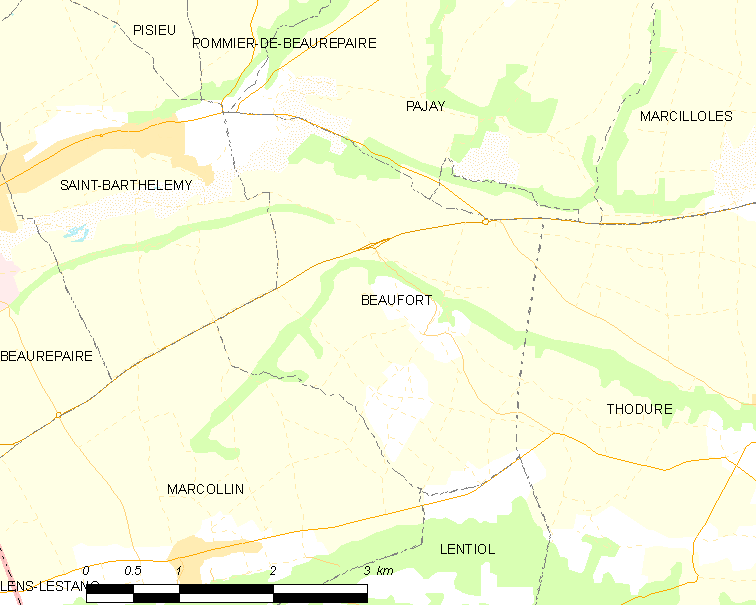
博福尔的OSM定位图

## 行政
博福尔的邮政编码为38270，INSEE市镇编码为38032。

## 政治
博福尔所属的省级选区为比耶夫尔县。

## 人口

1962-2008年间博福尔人口变化图示

博福尔于2022年1月1日时的人口数量为576人。